# Монастир Тіон
Монасти́р Тіо́н або Тіо́н-і́н (яп. 知恩院, ちおんいん, МФА: [t͡ɕi.oɴ iɴ], «монастир мудрої вдячності») — буддистський монастир в Японії.  Належить секті Дзьодо.  Головний монастир секти. Розташований за адресою: префектура Кіото, місто Кіото, районі Хіґасіма, квартал Рінка 400. Монастирський титул — Квітчаста вершина.  Заснований 1175 року. Головною святинею монастиря є статуя будди Аміда і засновника Хонена. До цінних пам'яток належать головний храм (національний скарб Японії), головні ворота (національний скарб Японії), картина «пришестя Аміди» (національний скарб Японії), «Ілюстрований життєпис святого Хонена» (національний скарб Японії), келії (важлива культурна пам'ятка Японії), тощо.
 Розбудований 1234 року. Був поминальним монастирем матері сьоґуна Токуґави Ієясу. Відреставрований після пожежі 1633 року сьоґуном Токуґавою Ієміцу.

## Короткі відомості
Тіон'їн виник на основі відлюдницького помешкання ченця Хонена, засновника амідаїстської секти Дзьодо. Це помешкання знаходилося в місцевості Йосімідзу гір Нісіяма. Хонен збудував його близько 1175 року для занять медитацією та молитвам будді Аміді. З часом його учні перебудували помешкання на медетаційну залу, а поряд збудували гуртожиток. Після арешту Хонена і заслання на Сікоку чернеча община в Йосімідзу занепала. 1211 року амністований вчитель повернувся до столиці і за посередництва Дзієна з монастиря Нандзен'їн відновив її. Наступного року Хонен помер, а його учні на чолі з монахом Сінку збудували на честь покійного Храм-мавзолей. 1227 року монахи-воїни з сусіднього монастиря Енрякудзі вирішили знищити общину Йосімідзу, тому учні Хонена полишили її, забравши із собою мощі вчителя до Саґи. Вони спалили їх в полі Ано і спорудили на горі Оґура пам'ятну пагоду.
1234 року амідаїстський монах Ґенті відродив общину Хонена в місцевості Отані на околиці Кіото. Новий монастир отримав назву Тіон'їн Отанідера. Обитель розрослася, але під час великої самурайської Смути Онін 1467 — 1477 років була зруйнована. Деякий час її монахи переховувалися в гірській місцевості Ікадацу в провінції Омі. 1478 року їхній настоятель Дзюрін прийняв пожертви від Імператорського двору та високопосадовців і почав відроджувати монастир. 1488 року Сонно, настоятель дружнього монастиря Сьорен'їн, виділив ченцям-біженцям земельну ділянку в районі Хіґасіяма та ліс для побудови культових і житлових споруд.
1523 року між ченцями реставрованого Тіон'їна та монахами обителі Тіондера, що належали до однієї течії, спалахнула сварка за головування всередині секти Дзьодо. Завдяки втручанню Сонтіну, настоятелю Сьорен'їна, конфлікт було залагоджено, а статус центрального монастиря секти передано Тіон'їну.
У 16 столітті Тіон'їн був підвищений до рівня Імператорського монастиря, а його настоятелі отримали привілей носити пурпурні ряси. Японські володарі Ода Нобунаґа та Тойотомі Хідейосі підтримували обитель фінансово і заклали її господарську базу. Токуґава Ієясу, перший сьоґун сьоґунату Токуґава, перетворив Тіон'їн на поминальний монастир своєї рідної матері — пані Одай, і прикрасив його величними спорудами. За ініціативи сьоґуна, протягом 1619 — 1869 років, обитель очолювали Імператорські принци-ченці.
1633 року значна частина Тіон'їна згоріла через необережне поводження монахів з вогнем. Сьоґун Токуґава Ієміцу віддав наказ реставрувати монастир і витратив на будівельні роботи 8 років. Після відбудови територія монастиря зросла вдвічі, а його храми стали займати більшу частину краєвиду столичних гір Хіґасіяма.
У результаті реставрації Мейдзі 1868 року та релігійної реформи 1870 року землеволодіння Тіон'їна конфіскували, а традиція призначення настоятелів з Імператорської родини була перервана. З кінця 1870-х років монастир поступово відродився, а з 1887 року його голова був визнаний патріархом секти Дзьодо.
Станом на 1994 рік на території Тіон'їна збереглося декілька пам'яток, які мають статус Національних скарбів Японії. Це Тривхідна брама  — центральні монастирські ворота, збудовані 1621 року, та Головний храм, так званий Храм засновника, в якому вшановують ченця Хонена. Від Головного храму виходить галерея зі скриплячою підлогою, яка веде до великих і малих келій. Вони прикрашені настінними розписами художників школи Кано і занесені до числа державних культурних пам'яток Японії. Крім цього на території обителі розташовані круглий Сутруарій, який зберігає китайський буддистський канон часів династії Сун, Храм Сейсі, присвячений бодгісаттві Сейсі, реінкарнацією якої, за уявленнями амідаїстів, був Хонен, китайські ворота й інші споруди.
До скарбів Тіон'їна зараховують 48 сувоїв «Ілюстрованого переказу святого Хонена» (13 століття), картину «Пришестя Аміди у супроводі двадцяти п'яти бодгісаттв»  (13 століття), китайські тексти «Сутри бодгісатви в утробі» (550) і «Сутри створення і знищення» (673) та життепис принца Шьотоку «Розповідь про Імператора-ченця Шьотоку» (12 століття). Монастир також володіє великим архівом стародавніх рукописів, скульптур і картин, через що його називають скарбницею секти Дзьодо.